# Stazione di Divisadero Barrancas
La Stazione di El Divisadero, anche conosciuta come Divisadero Barrancas o anche solo Divisadero è una stazione ferroviaria nello Stato di Chihuahua in Messico. Fa parte della ferrovia Ferrocarril Chihuahua al Pacífico che unisce Ojinaga e Topolobampo e che è considerata una delle più panoramiche del Messico, la stazione è l'unica su quel tratto della linea e si trova direttamente a ridosso del punto panoramico sulla Barranca del Cobre.

## Storia

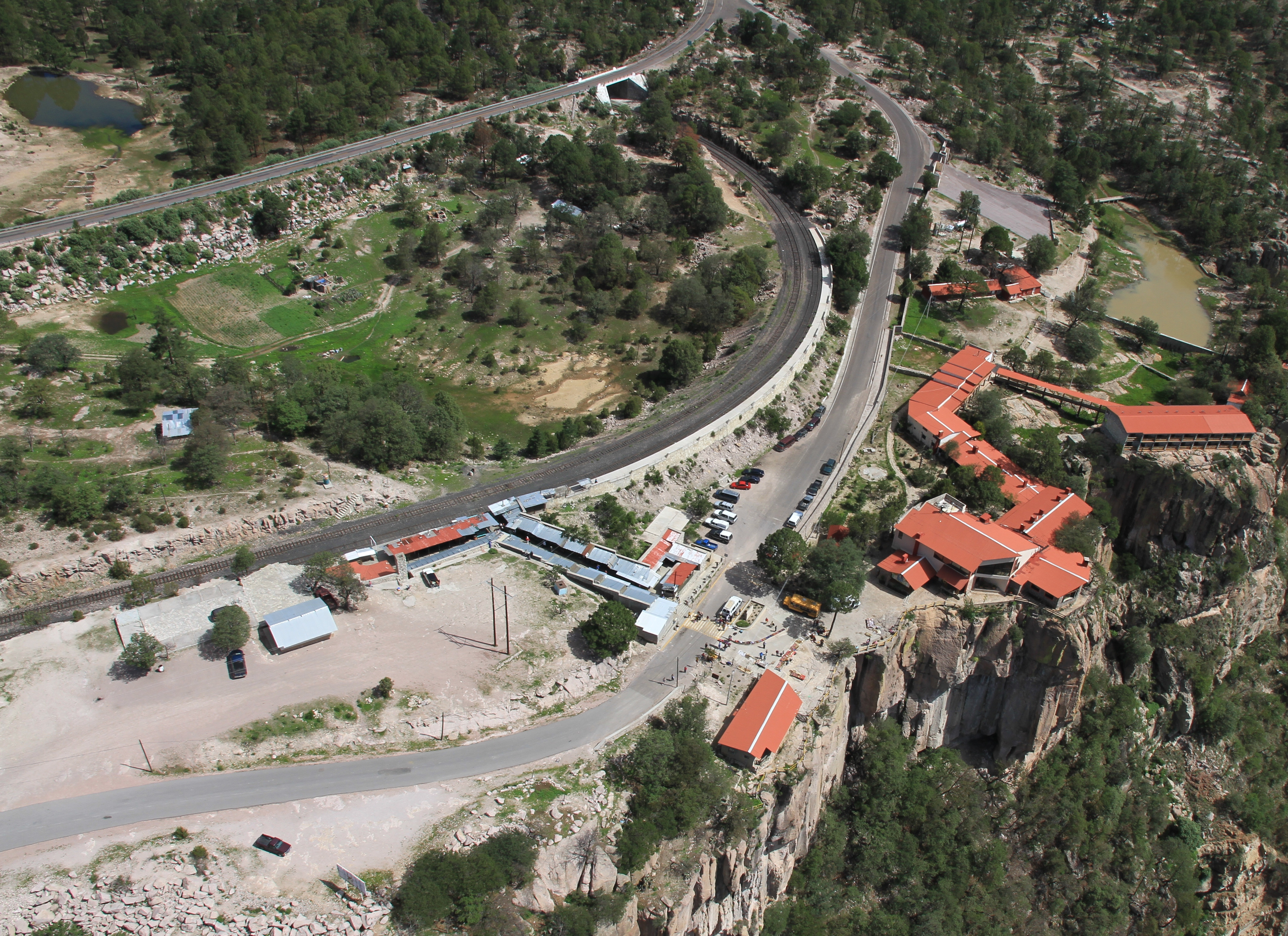
Divisadero, panoramica della stazione e zona circostante

Nel 1961, con l'apertura dell'ultima tratta Creel-San Pedro, sulla linea Ojinaga-Topolobampo, venne costruita anche la stazione di El Divisadero, al kilometro 621+800, ad un'altitudine di 2330mt. Nel 1955, (prima di terminare la linea), nacque una nuova compagnia ferroviaria, omonima della linea e gestita dalle NdeM, (Nacionales de Mexico), che poi cambieranno nome all'inizio degli '80 in FNM, (Ferrocarriles Nacionale de Mexico). Nel 1999, con la privatizzazione delle FMN da parte del Governo del Messico, la stazione e la linea Ojinaga-Chihuahua, passarono sotto la direzione della Ferromex.

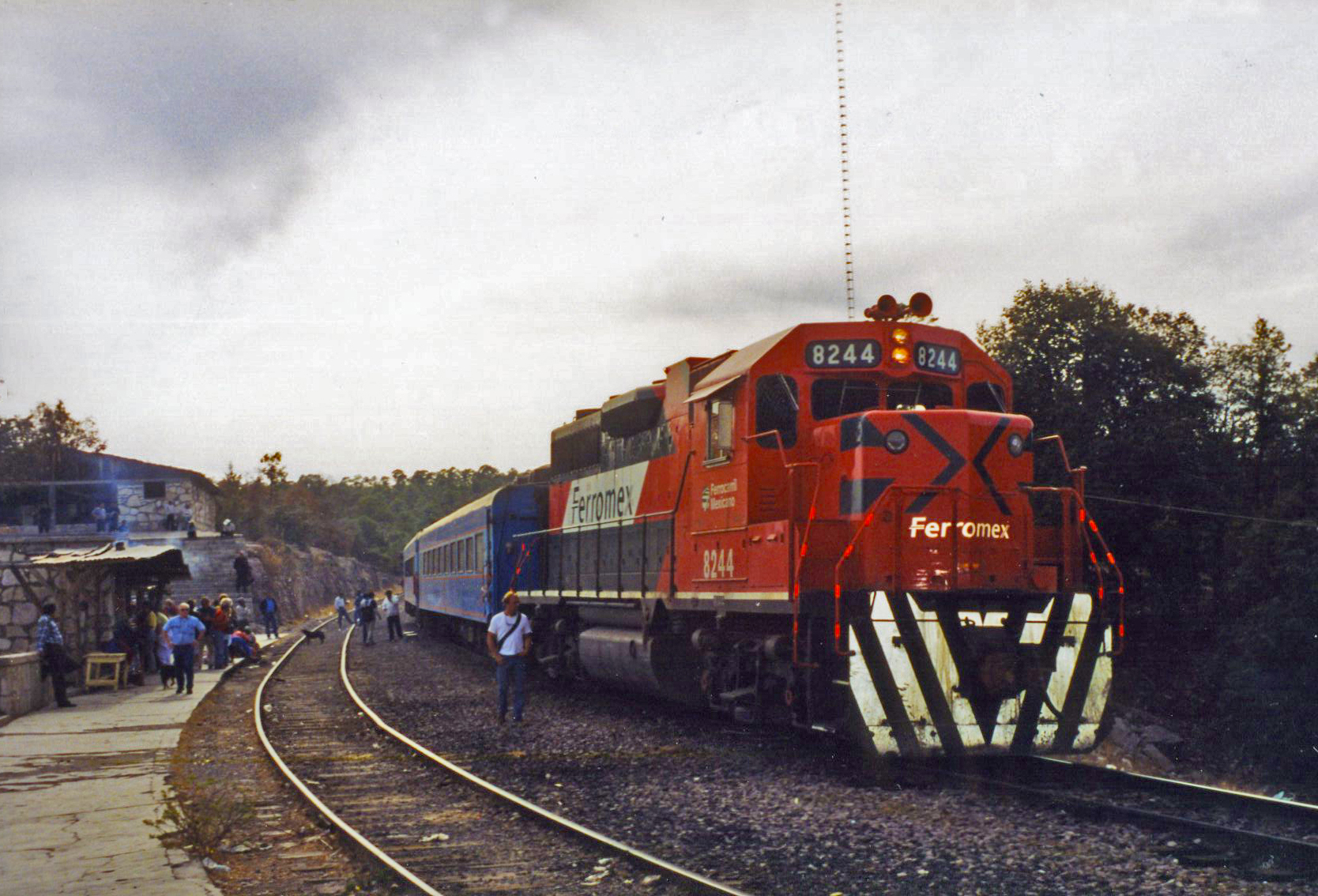
Stazione di Divisadero nel 2000 dopo la privatizzazione

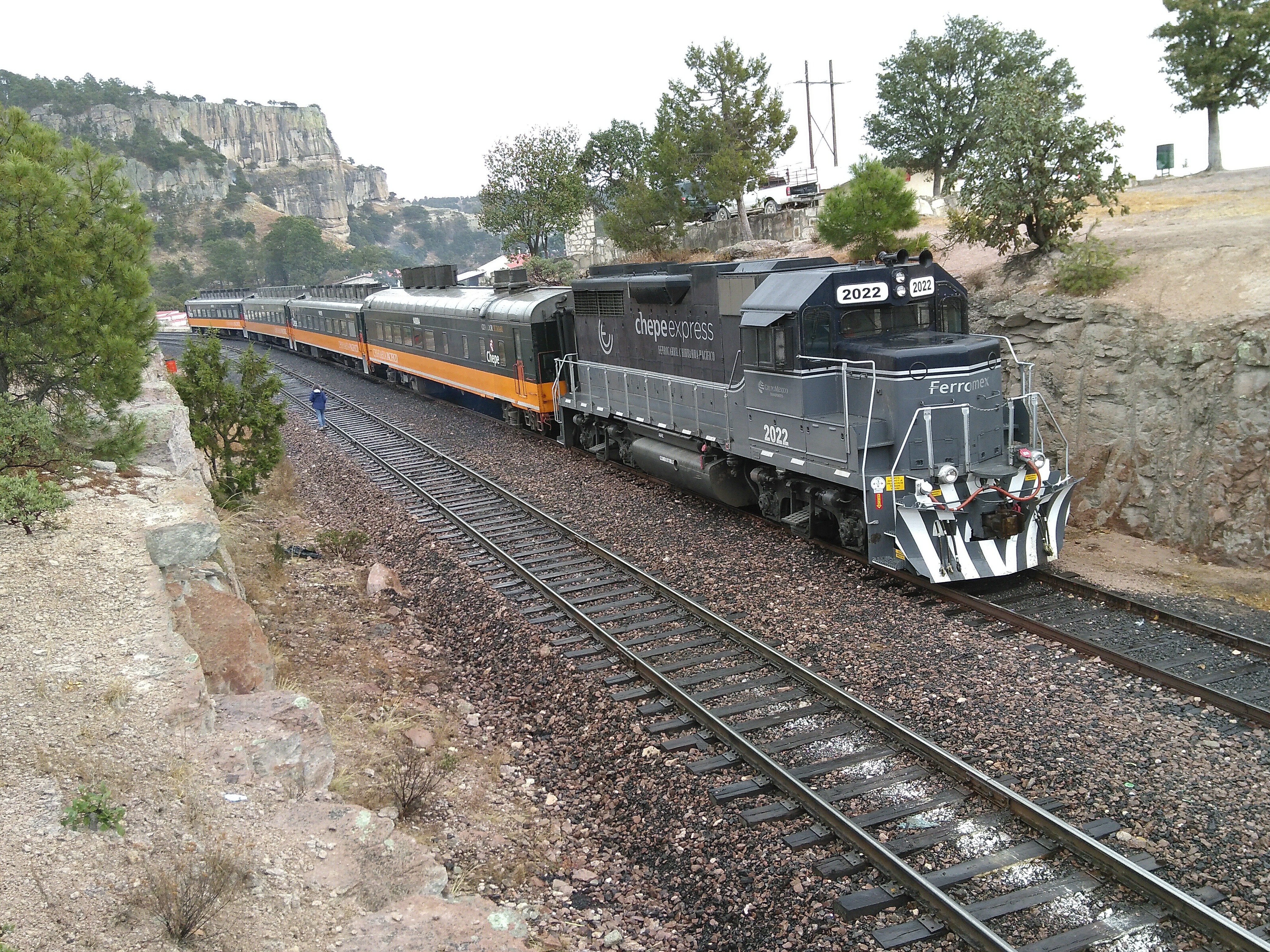
Treno di 1ª classe partendo da Divisadero nel 2017

## Strutture e impianti
La stazione dispone di due binari passanti, con un solo marciapiede al primo binario, è dotata, al suo interno, della sala sola d'aspetto, non esiste servizio di biglietteria, i biglietti si devono acquistare a bordo del treno, non c'è scalo merci.

## Movimento
Vi fermano tutti i treni passeggeri, provenienti sia da Chihuahua, che da Los Mochis, (Sinaloa).

## Contesto culturale
A parte gli operatori turistici che gestiscono gli alberghi affacciati sul Canyon, la popolazione locale è costituita in maggioranza dai Tarahumara, originariamente si chiamano Rarámuri, che significa corridori a piedi; il nome nasce dalle radici: rara (piede) e muri (correre). Per loro è sinonimo di persone o esseri umani. Abitano la parte della Sierra Madre Occidentale che attraversa lo stato di Chihuahua e il sud-ovest di Durango e Sonora. Condividono questo territorio con i Tepehuanes, i Pimas, e i Guarojíos. Dei gruppi originari della regione, è il più numeroso e abita uno spazio più ampio rispetto agli altri, motivo per cui il suo territorio è chiamato anche Sierra Tarahumara. Si stima che la popolazione dei Tarahumara si aggiri fra i 50.000 e i 70.000 individui. La maggior parte ha ancora uno stile di vita tradizionale: vivono in ripari naturali come le grotte fra le montagne o in piccole capanne di legno o di pietra. I Tarahumara attendono i turisti che arrivano in treno sul marciapiede, o nel locale mercato, per vendere prodotti di artigianato, come cesti intrecciati, vasellame, braccialetti, scialli e altri souvenir. Il linguaggio Tarahumara è della famiglia uto-azteca. Benché in declino a causa dell'invadenza dello spagnolo, è ancora ampiamente parlato dai Tarahumara.

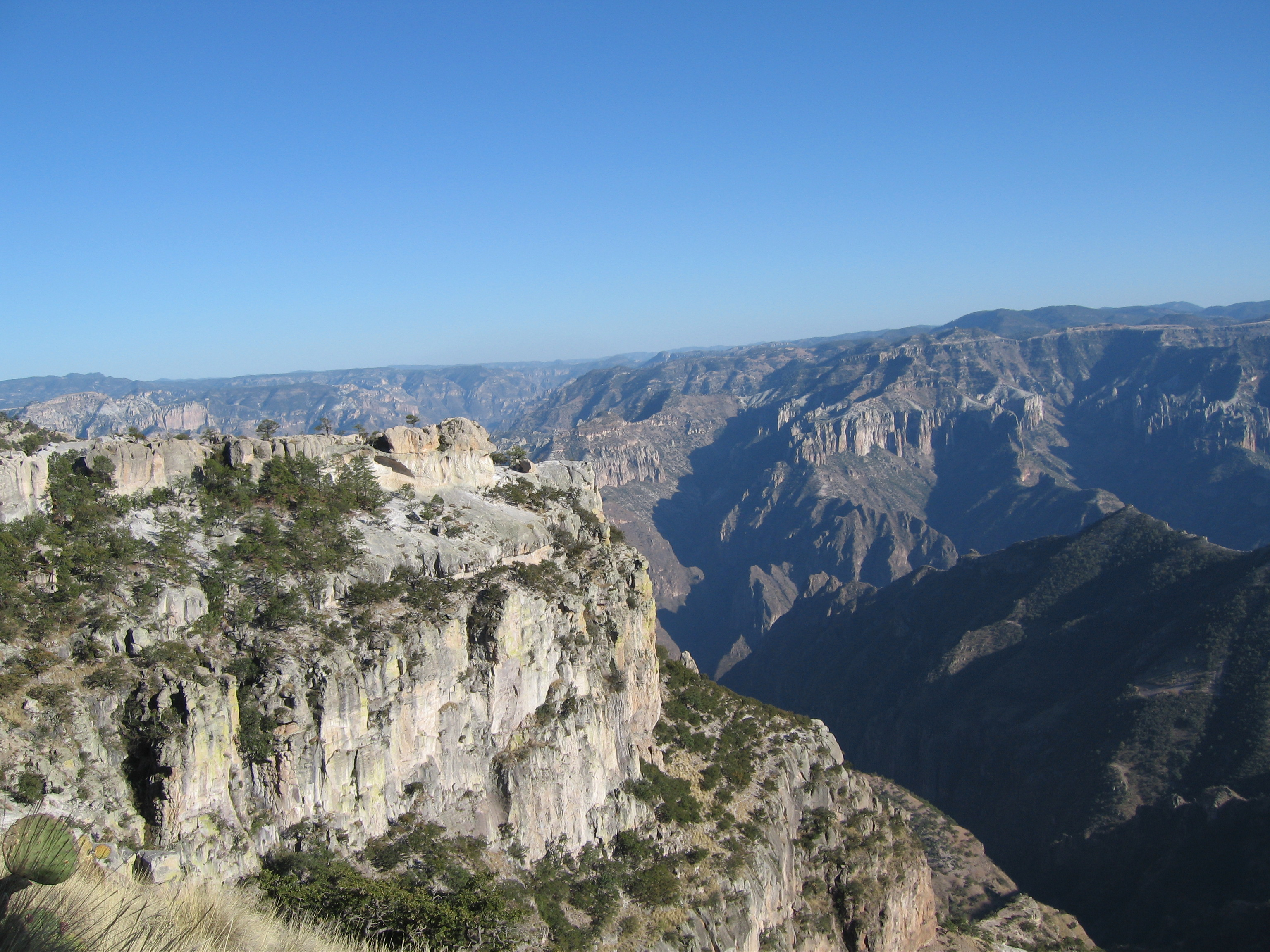
Barranca del Cobre

## Barranca del cobre
La Barranca del cobre, è il burrone più profondo di Chihuahua e del Messico. Ha origine dall'unione dei burroni del Cobre e del Tararecua. È il canyon più conosciuto della montagna perché è visibile dalla stazione di El Divisadero della ferrovia Chihuahua-Pacifico (Chepe), anche se molti lo confondono con il Barranca el Cobre. I suoi punti panoramici più importanti si trovano tra i pini a 2.400 m sul livello del mare. Spiccano il Cerro del Gallego, la Mesa de Arturo e El Divisadero. Sul suo fondo scorre il fiume Urique che sfocia nel Pacifico attraverso lo Stato di Sinaloa. Il suo nome è dovuto alla comunità di Urique, che si trova sul fondo del burrone, a circa 500 metri sul livello del mare.

## Dintorni
- Sierra Tarahumara, (Barranca del Cobre)
- Sierra Madre Occidentale
- Mercato di artigianato Tarahumara
- Bancarelle di gastronomia locale
- Fermata degli autobus extra-urbani